# 孜然
孜然芹，又名香旱芹，其果实作为香料时简称孜然（又稱阿拉伯茴香、安息茴香、枯茗），繖形科孜然芹屬一年生草本植物。原產自中东至南亚一帶。
孜然歷史悠久。它主要用于調味、提取香精油等，是料理食品常用的上等佐料，口感风味独特且富有油性，氣味芳香而濃烈，也是配制咖哩的主要原料之一。

## 主要产地
孜然原产中亞、西亞一帶，古時由波斯傳入西域，故中國種植孜然的地區主要是新疆、甘肃、内蒙古等地。新疆作为中国的孜然产地已有1000余年历史，主产于喀什、和田、吐鲁番等地，种植面积很大，所产孜然籽粒饱满，色泽光亮，香味浓郁，品质优良。由于孜然富油性，气味芳香而浓烈，而且祛除腥膻异味的作用很强，还能解除肉类的油腻，尤其常用于烧烤肉食中，风味独特。

## 形態
孜然為一年生小型草本植物孜然芹的种子，植物可生長到30-50公分高，由手工採摘。莖細長、無毛，長度約20-30公分，直徑為3-5公分，顏色灰色或深綠色。每個分支都有2-3個小分支。各分支皆生長至相同高度，因此，植株擁有一明顯的冠部。葉長度約5-10公分，呈現羽狀或雙羽螺紋狀。花小，白色或粉紅色傘形花序的編排。每個傘形花序又有5-7個小傘形花序。果實是4-5公釐橫向梭形或卵圓形的長果，兩個分果共用一粒種子。孜然種子外表有8個淺溝道。它們類似繖形科的其他成員，如香芹，香菜，和蒔蘿等。

## 風味
孜然的獨特香味是來自一種化學物質——枯茗醛（Cuminaldehyde）。孜然的香氣幾乎能把所有肉類，包括牛肉、雞肉、豬肉、魚肉都調出羊肉的味道。

## 名稱與歷史
敘利亞考古的現場發現，孜然種籽的使用可以一直追溯到公元前兩千年。在古埃及文明，孜然被用作香料和木乃伊的防腐劑。人工栽種的歷史可追溯到聖經時代《新約·馬太福音23章》中就提到這種香料（和合本譯為芹菜）。但是在更早這個詞被證明在幾個古代猶太的語言中，包括阿卡德语的kamūnu。最終來源被認為是蘇美爾文字gamun。它最早在北非西亞一帶被栽培食用，後來傳到印度、波斯(現今的伊朗)、俄羅斯、印尼及中國等地。每到一個地方，因為語系或文字上紀錄的關係，孜然的名稱都會跟著改變，把這些稱呼聯繫起來，就可以看出兩條流傳的路線。
“孜然”的由來，是地中海以東的古波斯人把它稱作“zireh”。在公元前7世紀的時候，波斯入侵印度，波斯士兵把孜然和這個名字一起帶到如今的印度和巴基斯坦一帶，印度語為jeera。新疆的孜然則是通過絲綢之路從波斯向東傳入古代西域的。所以，現在印度、巴基斯坦的本地語言和維吾爾語中，孜然的發音和古波斯語的發音大同小異。漢族人也根據維語的發音，把這種香料叫做“孜然”。
向西傳播的稱呼就是“枯茗”(cumin)，最早來自古代盛產孜然的阿拉伯地區（kammūn）。隨著孜然向東傳到希臘-希伯來語（kammon），希臘人從阿拉伯語學會了這個詞，並再把它傳給了拉丁文。後來，英國人引進孜然，並使用其拉丁語名稱簡化為英文“cumin”，因此多數歐洲國家稱呼就是由英語和拉丁語而來。但也有些特殊的國家，比如日本和韓國，在歷史的淵源上雖然是東線傳來的孜然，叫的卻是西線傳來的名字，日語和韓語的名稱的使用就直接來自英語的音譯“枯茗”。
“安息茴香”是孜然的另外一個名字。“安息”指的是公元前247年－226年位於西亞的安息帝國。很多人容易把安息茴香錯叫成安息香或者茴香，其實，它們是3種不同的植物。安息香和安息茴香只差一個字，區別卻非常大。安息香是一種安息香科的高大喬木，它的樹脂在幾千年前就被用作香料。茴香和孜然相似的地方較多，果實的作用也大致相同：既是調料也可以作為藥材。不同之處在於：茴香的莖葉還可以當蔬菜吃。北方人經常吃的“茴香餡”餃子，就是把茴香的葉子剁碎做的餡。

## 用途

### 料理用途
孜然作为料理调料的歷史悠久，祛除腥膻異味的作用很强，其獨特的香氣成為許多菜餚中不可或缺的重要調味，尤其是在南亞，中東，北非與新疆。最常被用在烧烤牛、羊肉中。孜然遇油或经高温加热后，香味会越来越浓烈，因此，除了烧烤以外，比较適合煎、炸、燉煮等烹调方式。古希臘人會將孜然放置在餐桌上（就像今天的辣椒或是黑胡椒），這種的做法在摩洛哥依然可以發現。孜然也被大量使用在古羅馬的美食。在印度，它被使用已經有千年的歷史，可作為料理拷瑪（korma）、馬薩拉（masalas）的成分，並形成了許多其它香料的共混物的基礎。它在中國是用來燉肉，在歐洲则常用于烹调鱼类。在新疆更是飲食中最重要的香料，沒有孜然就沒有新疆烤羊肉串、烤全羊、烤包子、馕、原始抓飯、維吾爾藥茶、不粘小料涮羊肉等等新疆美食的代表。

### 醫療用途
梵文孜然被稱為JIRA，即“有助於消化”之意。在阿育吠陀系統中，孜然種子被用於藥用。可使用粉狀，或kashaya（湯劑）， arishta（發酵湯），VATI（藥劑片/丸），或與酥油一同使用，內服與外用皆可。
在印度南部-喀拉拉和泰米爾納德被稱為JIRA的水，是受歡迎的飲料，由沸騰的水煮茴香籽所製成。是當地的偏方，孜然有利於心臟疾病，腫脹，無味，嘔吐，消化不良，慢性發熱。
中醫學認為孜然的氣味甘甜，辛溫無毒，具有溫中暖脾、降火平肝、開胃下氣、消食化積、醒腦通脈、祛寒除濕、祛風止痛等功效。在《普濟方》這本中醫典籍中，就有用孜然治療消化不良和胃寒、腹痛等症狀的記載。因此，患有胃寒的人，平時可以在炒菜或烤肉的時候放點孜然，以祛除胃中的寒氣。據《唐本草》記載，將孜然炒熟後研磨成粉，就着醋服下去，還有治療心絞痛和失眠的作用。

## 容易被混淆的香料
孜然最常被混淆的香料是茴香籽（Fennel）與葛縷子（Caraway），在歐洲許多地方，名稱的使用甚至是沒有明確的區分的。
斯拉夫和烏拉爾語系指孜然是“羅馬葛縷子”，例子包括：
捷克：kmin- 葛縷子; římský kmín -孜然籽
波蘭：kminek - 葛縷子，kmin rzymski- 孜然籽;
匈牙利：kömény - 葛縷子，Rómaikömény - 孜然籽
芬蘭：kumina - 葛縷子，roomankumina - 孜然籽
黑孜然芹 Cuminum nigrum也經常性的被混淆。

## 圖片

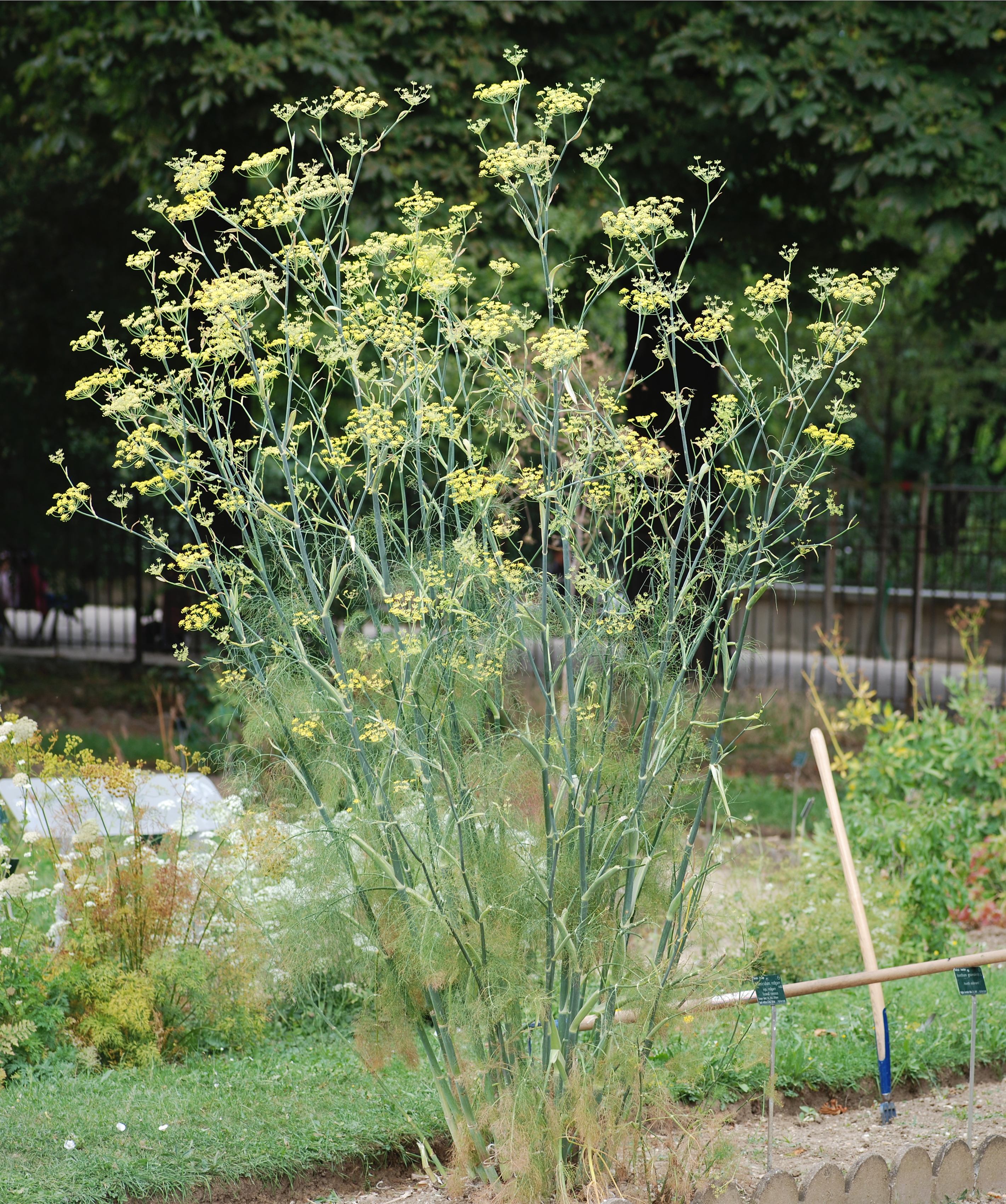
植株
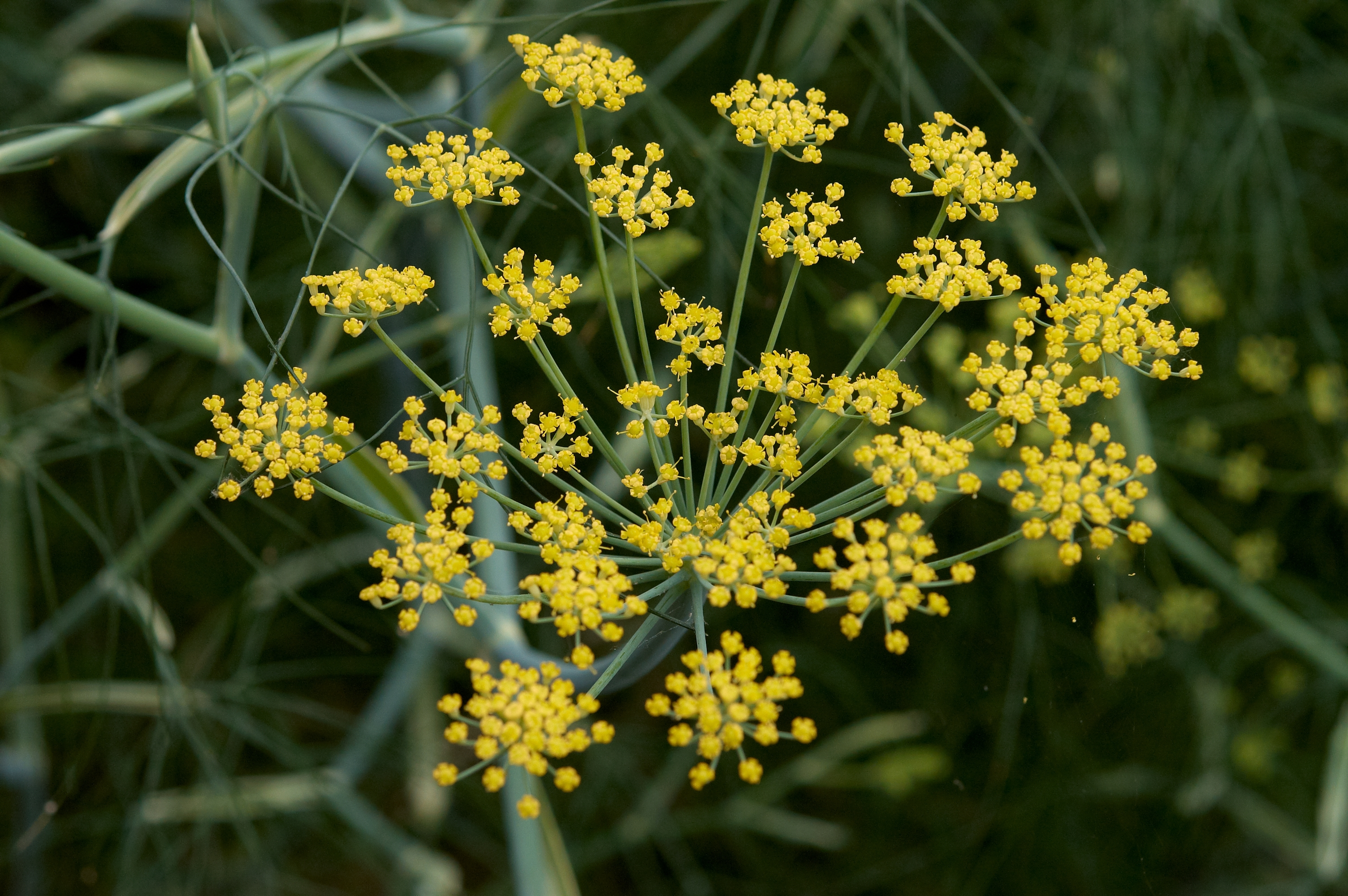
傘形花絮花朵
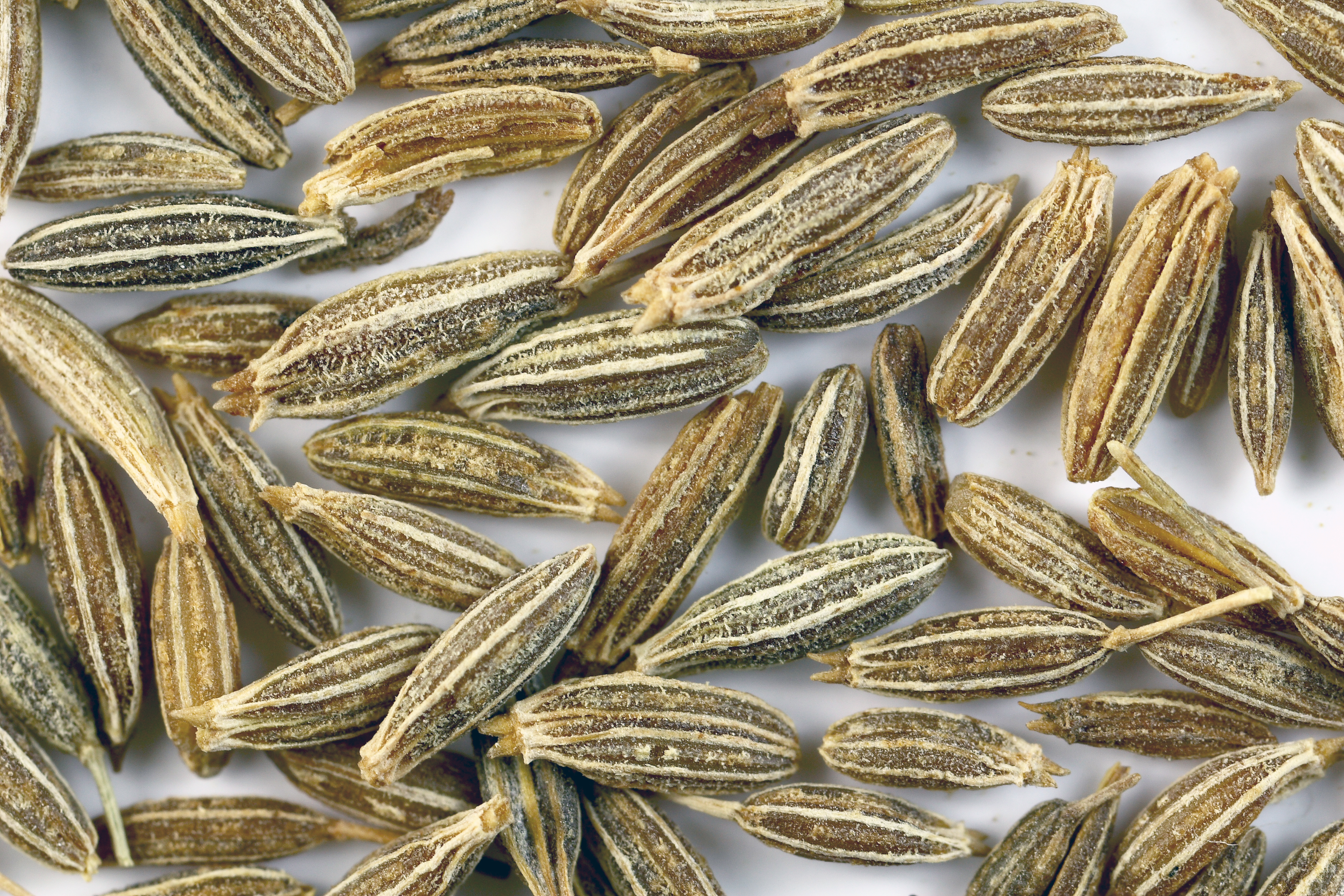
種子
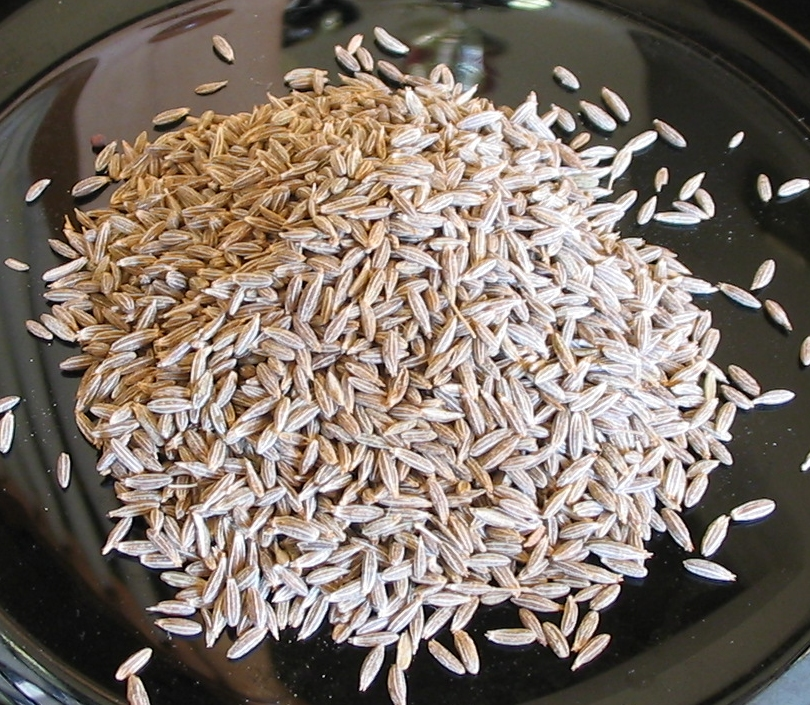
乾燥過後的孜然籽
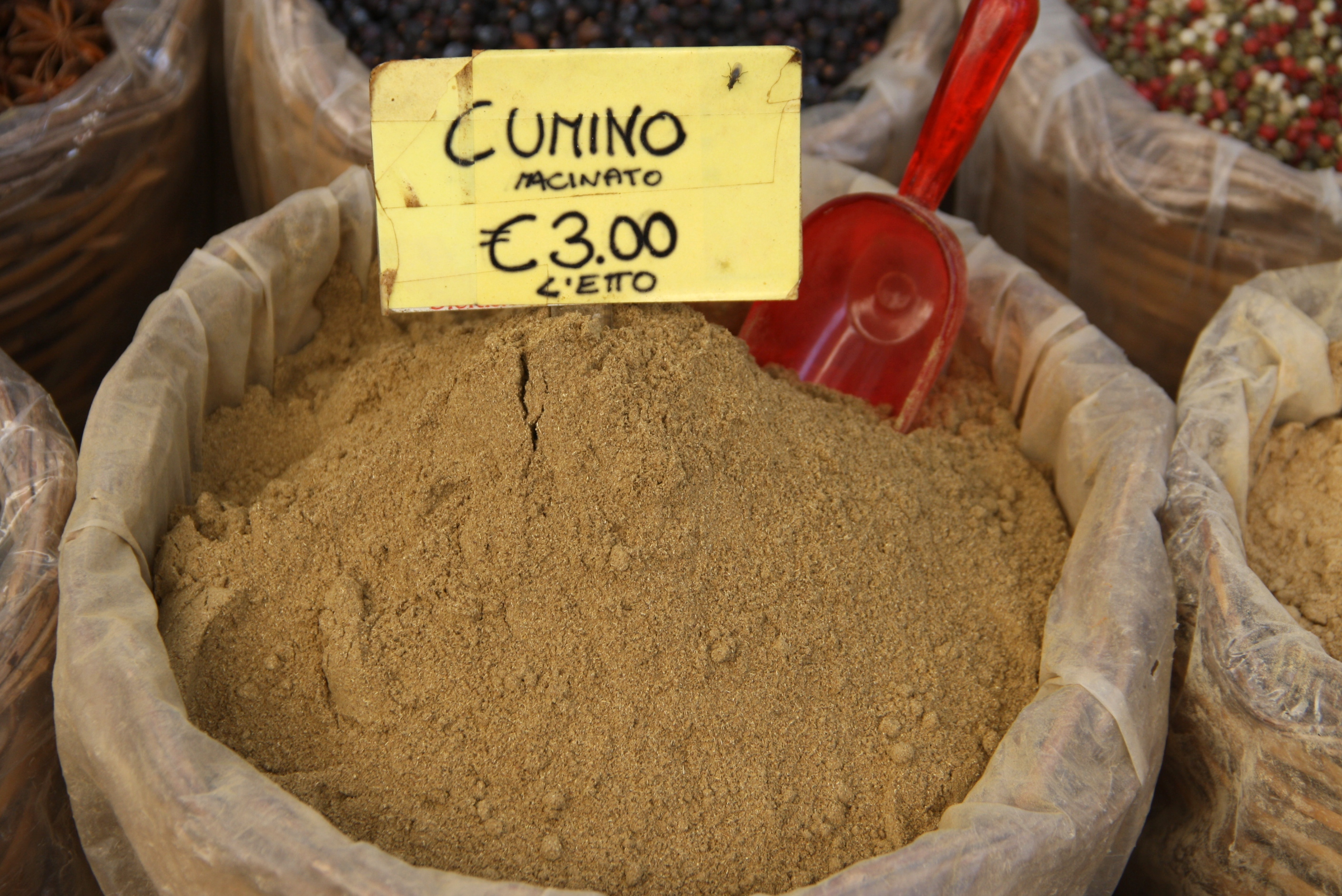
孜然籽的粉末狀
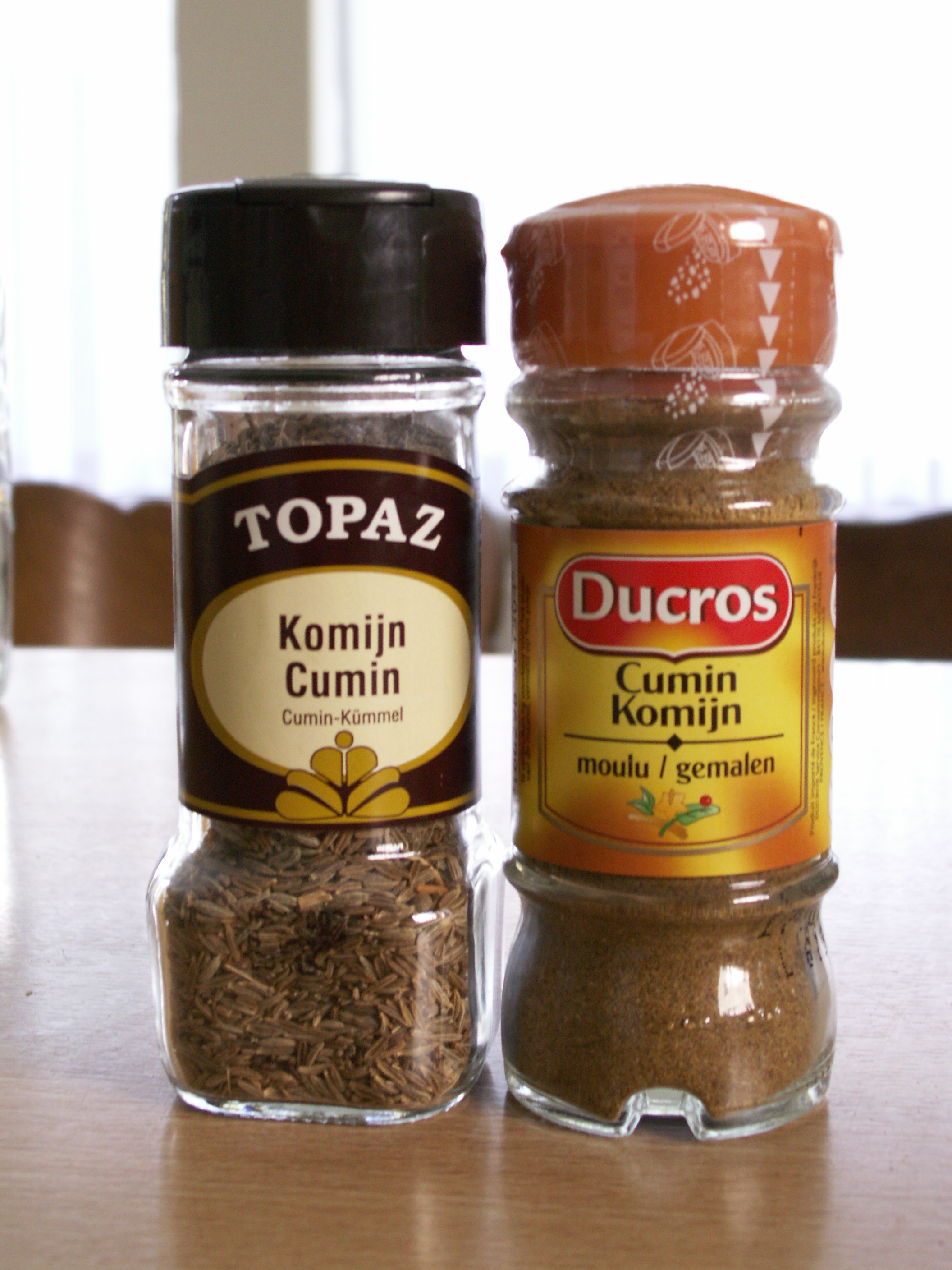
一般市售的包裝
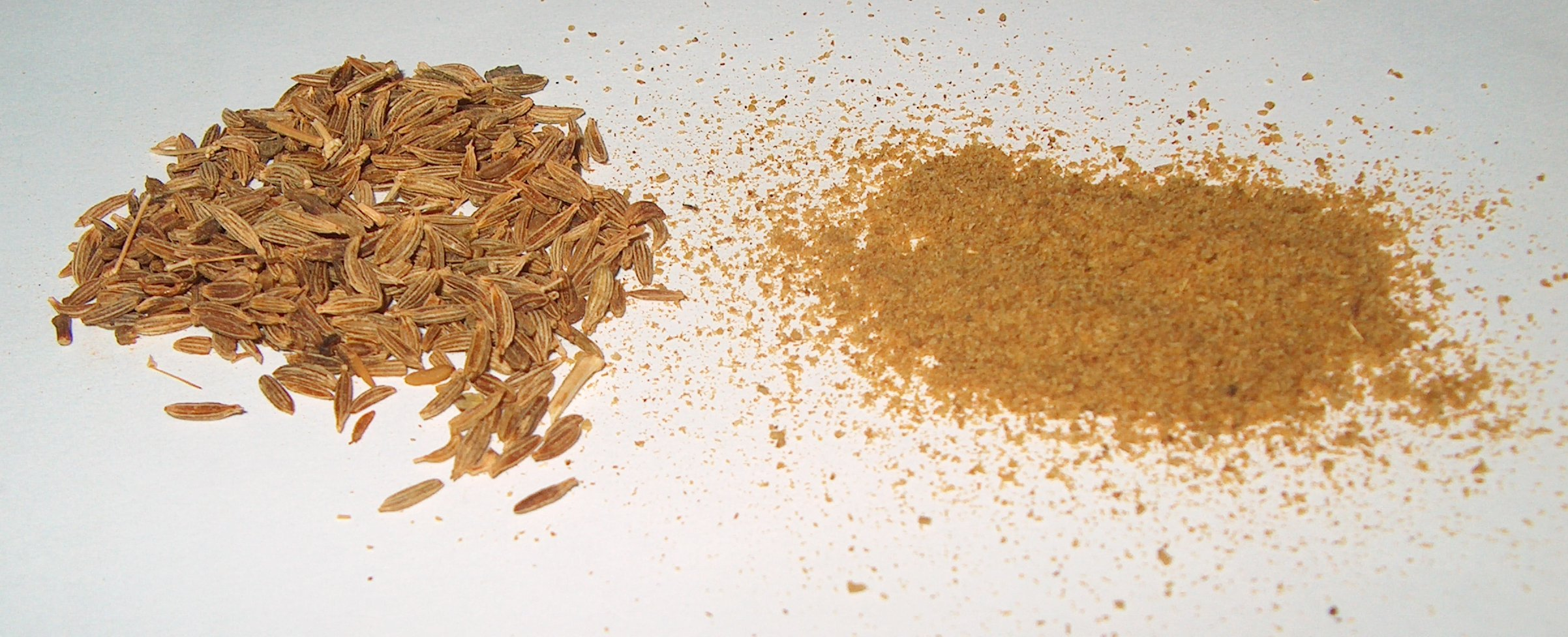
孜然粉

## 註解
1. ↑  「孜然芹」，拼音：，注音：
2. ↑  「繖形科」，拼音：，注音：

## 外部連結
- 茴香 （页面存档备份，存于） 藥用植物圖像數據庫 (香港浸會大學中醫藥學院) （中文）（英文）
- 小茴香 中藥材圖像數據庫  (香港浸會大學中醫藥學院) （中文）（英文）